# Diastreptoneura
Diastreptoneura là một chi bướm đêm thuộc họ Noctuidae.